# Schule von Preslaw

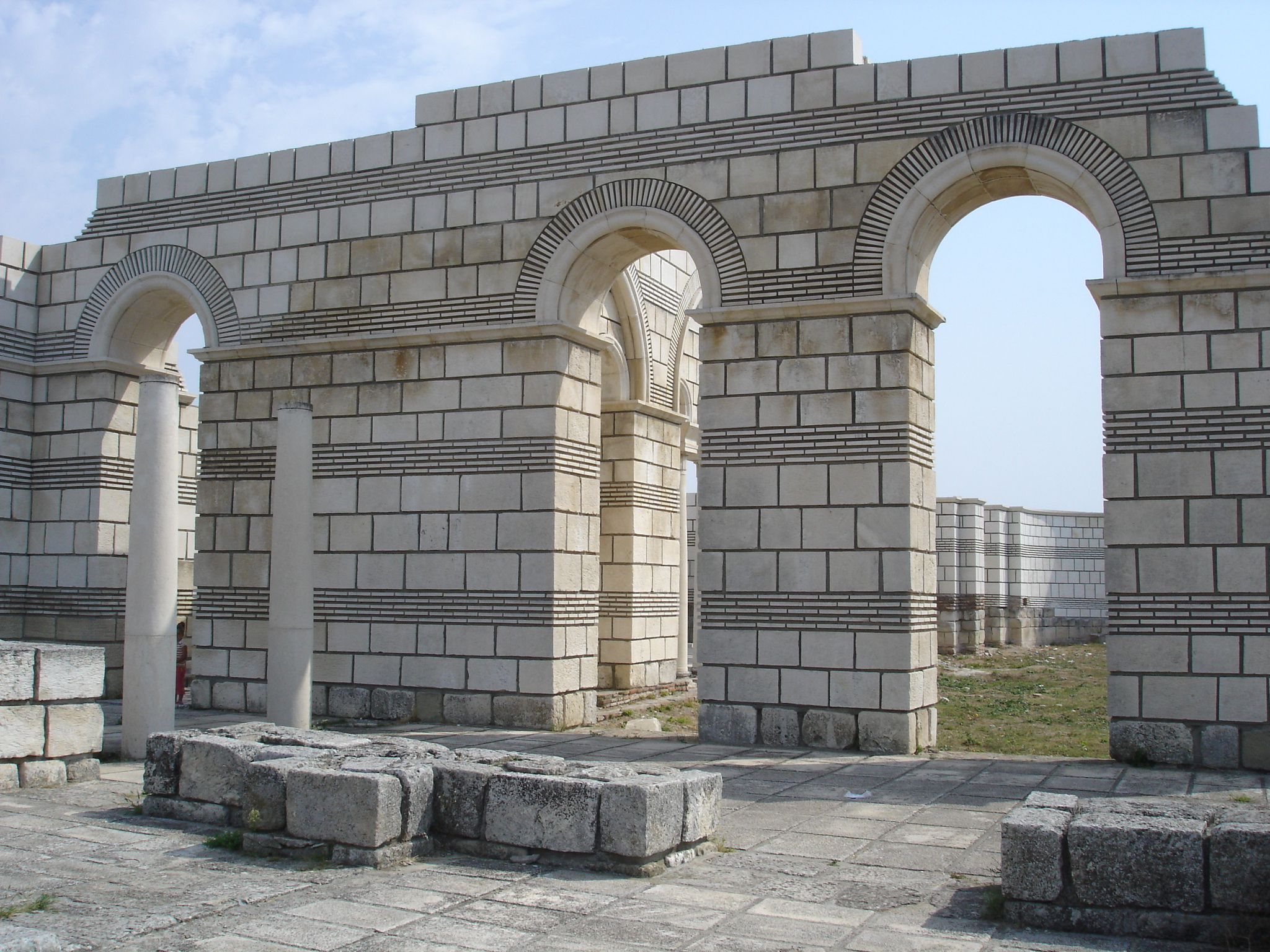
Rekonstruktion der Großen Basilika in Pliska

Modell der sog. Großen Basilika in Pliska. Der Gründungsort der Akademie von Preslaw

Die Schule von Preslaw (bulg. Преславска книжовна школа; altkirchenslawisch Прѣѩславл҄ьска кънижьна схола; glagolitisch Ⱂⱃⱑⱗⱄⰾⰰⰲⰾ҄ⱐⱄⰽⰰ ⰽⱏⱀⰻⰶⱐⱀⰰ ⱄⱈⱁⰾⰰ; deutsch Literarische Schule von Preslaw) ist die erste Akademie im mittelalterlichen Bulgarien. Sie wurde 886 vom bulgarischen Zar Boris I. Michael in der Reichshauptstadt Pliska gegründet. Die Archäologen vermuten ihren Sitz in der sog. Großen Basilika von Pliska. 893 wurde die Schule von Simeon dem Großen in die neue Hauptstadt Preslaw verlegt.
Das Seminar von Preslaw gilt von Gründung an bis zur Zerstörung der Stadt durch den byzantinischen Kaiser Johannes I. Tzimiskes (969–976) im Jahr 971 als eines der wichtigsten literarischen und kulturellen Zentren nicht nur der Bulgarien, sondern der gesamten damaligen slawischen Welt.
Bald nach 893 entwickelte sich die Schule von Preslaw neben der 886 in Devol gegründeten Schule von Ohrid (bulg.Охридска книжовна школа) zu einem weiteren Zentrum der altbulgarischen Schriftkultur.
Viele Schriftsteller, Übersetzer, Philosophen und Geographen konnten in Preslaw eine breite literarische Tätigkeit entfalten, darunter die Mönche und Gelehrten
- Konstantin von Preslaw,
- Naum von Preslaw,
- Ioan Exarch (auch Johannes Exarch; † 900),
- Tudor Doks,
- Presbyter Kozma und
- Tschernorizec Hrabar.

Hier soll sich auch der junge Simeon nach seinem Studium der Theologie und weltlichen Philosophie an der Universität in Konstantinopel (auch Athenaeum oder Magnaura-Hochschule) nach 886 zurückgezogen haben und literarischen Tätigkeiten nachgegangen sein, bevor man ihn 893 im Konzil von Pliska zum Herrscher des Ersten Bulgarischen Reiches bestimmte. Wegen seiner byzantinischen Bildung wurde er von Zeitgenossen „Halbgrieche“ genannt. Einige Forscher neigen heute dazu, Simeon hinter dem Pseudonym Tschernorizec Hrabar (übersetzt „Kuttenträger Mutig“ bzw. „tapferer Mönch“) zu sehen.
Neben der breiten geisteswissenschaftlichen und vor allem übersetzerischen Tätigkeit, bei der unter anderem byzantinische Autoren im Mittelpunkt standen, entwickelte sich das Seminar von Preslaw auch als Zentrum der Dicht- und Malkunst. In dieser Zeit, die in Bulgarien als Goldenes Zeitalter der bulgarischen Kultur bezeichnet wird, ging man im Seminar von Preslaw zu einer neuen, geeigneten Schrift über Kyrillischen Alphabet bzw. Altkyrillischen Alphabet, das vorwiegend auf Elementen der griechischen Unzialschrift beruhte, welche bereits jahrhundertelang benutzt wurde. Im alten Preslaw und seiner Umgebung wurden auch die ältesten Kyrillischen Denkmäler gefunden.

## Kloster des Heiligen Pantelejmon
Die Schule von Preslaw hatte anscheinend ihren Sitz im Kloster des Heiligen Pantelejmon (bulg. Свети Пантелеймон; deutsch Heiliger Pantaleon), gelegen etwa 6 km südlich der heutigen Stadt, oberhalb des alten Verwaltungszentrum. Die großartige Klosteranlage, die malerisch am Hang der hohen Berge um Preslaw liegt, wurde im 9. Jahrhundert erweitert und im 12. Jahrhundert zerstört, sodass heute nur noch ihre Fundamente zu sehen sind. Hier soll sich Boris I. Michael nach der Niederlegung seines Amtes zurückgezogen haben. In diesem Kloster verstarb der alte König Bulgariens als Mönch am 2. Mai 907.
Die Gegend um das alte Kloster wurde wegen der einzigartigen Flora zum Biosphären-Reservat Patlejna.

## Grundsteinlegung
Am 30. Juni 2008 hat Kyrill, Metropolit der Diözese von Warna und Weliki Preslaw, nach einem feierlichen Gottesdienst und Wasserweihe den Grundstein für ein neues Gotteshaus bei den Ruinen des mittelalterlichen Klosters Heiliger Pantelejmon in Patleina gelegt.